# Comuna Skosarivka, Mîkolaiivka
Skosarivka (în ucraineană Скосарівка) este o comună în raionul Mîkolaiivka, regiunea Odesa, Ucraina, formată din satele Bohdanivka, Skosarivka (reședința) și Vesele.

## Demografie
Componența lingvistică a comunei Skosarivka
     Ucraineană (92,07%)
     Română (4,03%)
     Rusă (3,06%)
     Alte limbi (0,35%)
Conform recensământului din 2001, majoritatea populației comunei Skosarivka era vorbitoare de ucraineană (92,07%), existând în minoritate și vorbitori de română (4,03%) și rusă (3,06%).